# Mycosis
Mycosis (též známo jako Mycosis: Heroes of MBÚ) je česká akční adventura z roku 2023 pro Windows. Za hrou stojí český vědec Tomáš Větrovský (Wietrack Softwork). Větrovský uvedl že inspirací mu byly Abuse a Half-Life a „každodenní práce v laboratoři.“

## Hratelnost
Jedná se o hororovou akční adventuru. Hra je v 2D grafice viděna z boku. Hra připomíná hratelností Half-Life. Hráč prochází podzemním komplexem a musí bojovat s nepřáteli, kteří zahrnují houbové zombíky, další monstra či vojáky snažící se zabránit rozšíření nákazy.
Hráč se ujímá vědce Dr. Musílka působícího v tajném laboratorním podzemním objektu Mikrobiologického ústavu (MBÚ). Zde unikly jakési spóry šířící nákazu houbovou nemocí měnící lid v krvelačné bestie. Musílek musí přežít a zjistit původ nákazy.

## Vývoj
V roce 2016 Větrovský vytvořil první koncept hry. Inspiroval se fenoménem parazitických hub cordyceps, kdy autorovi přišlo zajímavé, že s touto tematikou ještě nikdo nevytvořil hru (o The Last of Us dle svých slov v té době nevěděl). Větrovský původně hru zamýšlel pouze jako zábavu pro kolegy z Mikrobiologického ústavu Akademie věd, ale nakonec se z projektu stala plnohodnotná hra. Inspiroval se hratelností v Half-Life a Abuse. Hra vyšla 12. prosince 2023.